# Juniorska ABA Liga 2017-2018
La Juniorska ABA Liga 2017-2018 è stata la 1ª edizione della Lega Adriatica U-19. La vittoria del torneo fu appannaggio dei serbi del Mega Bemax, sui connazionali della Stella Rossa.

## Squadre partecipanti
Serbia
- Mega Belgrado
- Partizan
- Stella Rossa

 Croazia
- Cedevita Junior
- Cibona Zagabria

 Montenegro
- Budućnost
- Mornar Bar

 Bosnia ed Erzegovina
- Igokea

 Macedonia del Nord
- MZT Skopje

 Slovenia
- Olimpija Lubiana

## Premi e riconoscimenti
- Juniorska ABA Liga MVP:  Goga Bitadze,  Mega Belgrado[1]
- Quintetto ideale:[1]
  -  Goga Bitadze,  Mega Belgrado
  -  Andrija Slavković,  Budućnost
  -  Dalibor Ilić,  Igokea
  -  Zoran Paunović,  Stella Rossa
  -  Andrija Marjanović,  Mega Belgrado